# Тернівка (Петро-Михайлівська сільська громада)
Терні́вка — село в Україні, у Петро-Михайлівській сільській громаді Запорізького району Запорізької області. Населення складає 720 осіб (станом на 1 січня 2007 року). До 2020 року — адміністративний центр Тернівської сільської ради.

## Географія
Село Тернівка розташоване за 45 км від обласного центру та 35 км від міста Вільнянська, на лівому березі річки Плоска Осокорівка, вище за течією на відстані 1 км розташоване село Придолинівка, нижче за течією на відстані 3,5 км розташоване село Шевченка, на протилежному березі — село Андріївка Синельниківського району. Поруч пролягає автошлях міжнародного значення М18E105. Найближча залізнична станція — Славгород-Південний (за 12 км від села).
Площа села — 170 га, тут налічується 219 подвір'їв. 

## Населення

### Мова
Розподіл населення за рідною мовою за даними перепису 2001 року:
| Мова       | Кількість | Відсоток |
| ---------- | --------- | -------- |
| українська | 531       | 88.8%    |
| російська  | 67        | 11.2%    |
| Усього     | 598       | 100%     |

## Історія
Село засноване 1806 року, на землях поміщика Василя Протопопова. Назва села походить від балки Тернуватої (Тернової).
На початку XX століття у селі збудований храм на честь пророка Іллі за кошти поміщика Василя Протопопова
7 (20) листопада 1917 року, відповідно до Третього Універсалу Української Центральної Ради, увійшло до складу Української Народної Республіки.
Село було активним учасником Махновського руху. Внаслідок поразки Перших визвольних змагань село тривалий час було окуповане більшовицькими загарбниками.
З 1924 року село перебувало у складі Вільнянського району.
У 1932—1933 роках селяни пережили сталінський геноцид.
День села відзначається 23 вересня, саме в цей день 1943 року Тернівка була звільнена Червоною армією від німецько-фашистських загарбників. На сільському цвинтарі знаходиться братська могила вояків Червоної армії, в якій похований Герой Радянського Союзу Петро Зачиняєв (1918—1943).
З 24 серпня 1991 року село у складі Незалежної України.
12 червня 2020 року, відповідно до розпорядження Кабінету Міністрів України № 713-р «Про визначення адміністративних центрів та затвердження територій територіальних громад Запорізької області», Тернівська сільська рада об'єднана з Петро-Михайлівською сільською громадою.
17 липня 2020 року, в результаті адміністративно-територіальної реформи та ліквідації Вільнянського району, село увійшло до складу Запорізького району.

## Економіка
Підприємства — ТОВ «Лани України», ПП «Дніпрова хвиля».
На початку 2019 року у селі почалось будівництво нового перевантажувального терміналу аграрної компанії «Нібулон»  та зведення причалу на річці Плоска Осокорівка, на понад 1,8 км довжини якої проведені днопоглиблювальні роботи для забезпечення водного підходу до терміналу. На будівництві було залучено 1,5 тис. працівників з 70 підрядних організацій. Введення в експлуатацію терміналу передбачалося у червні 2019 року. Сума інвестицій проєкту склала 19 млн доларів.

## Інфраструктура
- Середня загальноосвітня школа.
- Еллінська церква.